# Facultatea de Științe ale Educației, Psihologie și Arte
Facultatea de Științe ale Educației, Psihologie și Arte a Universității de Stat Alecu Russo din Bălți a fost înființată în 1958 în chip de Secția pentru învățământ primar și cânt. Secția pregătea, inițial profesori de clase primare și cânt. Ulterior, au fost inaugurate și specialitățile Învățător de limba română  și cânt, Învățător de limba franceză și cânt și Învățător de limba rusă și cânt. Doi ani mai târziu, prin ordinul 365 al ministerului de resort, a fost fondată Catedra de muzică și cânt, menită să asigure pregătirea profesională a învățătorului de cânt. În 1968, ca urmare a inaugurării Facultății de Învățământ Primar, au fost create Catedra de Cânt și Metodică și Catedra de Muzică. 
Facultatea propriu-zisă ia naștere în 1980, numindu-se Facultatea Mizical-Pedagogică și având două catedre de specialitate: Cânt și metodică a cântului și Instrumente muzicale. Din 1995 facultatea poartă numele actuala denumire și are două catedre: Instrumente muzicale și metodică și Teorie și Dirijat. În cadrul facultății își desfășoară activitatea orchestra de muzică populară „Alunelul”, o orchestră de cameră, un ansamblu de dansuri populare .

## Catedre
- Catedra de științe ale educației
- Catedra de psihologie
- Catedra de arte și educțaie artistică
- Secția de educație fizică